# Pathanapuram
Pathanapuram (malabar: പത്തനാപുരം) es una localidad del estado indio de Kerala perteneciente al distrito de Kollam.
Es sede de un taluk con una población total de 432 904 habitantes en 2011. El taluk incluye las localidades de Pattazhy, Thalavoor, Vilakudy, Pidavoor, Pathanapuram, Pattazhy Vadakkekkara, Piravanthoor, Punnala, Manchalloor y Kundayam. La localidad en sí se organiza bajo una forma de gobierno local agrupado de seis panchayats, con sede agrupada en Pidavoor.
La localidad, cuyo topónimo viene a significar "villa del elefante", era en sus orígenes la capital del principado de Thenmala. Más tarde pasó a depender de Kottarakkara, hasta que en 1764 las tierras fueron incorporadas a Travancore.
Se ubica unos 30 km al noreste de la capital distrital Kollam, a orillas del río Kallada.